# Доњи Метох
Доњи Метох (грч. Κάτω Μετόχι, Като Метохи) је насељено место у општини Сер у периферији Средишња Македонија, Грчка. Према попису из 2021. године било је 136 становника.
Доњи Метох је подигнут тридесетих година 20. века у атару села Метох (Горњи Метох) где су насељене грчке избеглице. Од 1940. води се као посебно насеље са 140 житеља. До 1924. године и насељавања грчких избеглица (92 особе), Метох је било словенско насеље које је 1920. године имало 144 становника. Село је настрадало током Другог светског и Грчког грађанског рата када је становништво избегло, а после рата већи део њих се преселио у Доњи Метох. На попису из 1961. године Доњи Метох је имао 198 становника.